# Arrest Dillenkofer
Het Dillenkofer-arrest is een uitspraak van het Europees Hof van Justitie van 8 oktober 1996 (gevoegde zaken C-178/94 e.a.), inzake
- faillissement van twee reisorganisatoren,
- een richtlijn die in Duitsland niet tijdig is geïmplementeerd,
- gedupeerde consumenten die een vordering instellen tot schadevergoeding krachtens gemeenschapsrecht,
- onder verwijzing naar het Francovich-arrest en de voorwaarden die daarin zijn geformuleerd.

## Richtlijn pakketreizen
Richtlijn 90/314/EEG van de Raad van 13 juni 1990 betreffende pakketreizen, met inbegrip van vakantiepakketten en rondreispakketten

Artikel 1

Doel van deze richtlijn is de onderlinge aanpassing van de wettelijke en bestuursrechtelijke bepalingen van de Lid-Staten inzake op het grondgebied van de Gemeenschap verkochte of ten verkoop aangeboden pakketreizen, met inbegrip van vakantiepakketten en rondreispakketten.

Artikel 7

De organisator en/of de doorverkoper die partij zijn bij de overeenkomst, dienen aan te tonen over voldoende garanties te beschikken om in geval van insolvabiliteit of faillissement te zorgen voor terugbetaling van de reeds voldane bedragen en voor repatriëring van de consument.

## Casus en procesgang
2. (...) schadevorderingen van E. Dillenkofer (...) (hierna: "verzoekers") tegen de Bondsrepubliek Duitsland wegens schade die zij hebben geleden ten gevolge van de niet-omzetting van de richtlijn binnen de voorgeschreven termijn.

10. Verzoekers zijn kopers van pakketreizen die wegens het faillissement in 1993 van twee reisorganisatoren bij wie zij hun reis hadden geboekt, niet zijn vertrokken dan wel op eigen kosten naar huis zijn moeten terugkeren, en die de aan deze organisatoren betaalde bedragen of de kosten voor hun terugkeer niet hebben kunnen recupereren.

11. In het kader van schadevorderingen tegen de Bondsrepubliek Duitsland hebben zij aangevoerd dat, indien artikel 7 van de richtlijn binnen de voorgeschreven termijn, dus vóór 31 december 1992, in Duits recht was omgezet, zij beschermd zouden zijn geweest tegen het faillissement van de organisatoren bij wie zij hun pakketreis hebben gekocht.

Vijf Duitse rechters hebben het Hof dezelfde vraag voorgelegd en verzocht om een prejudiciële beslissing. Deze zaken zijn gevoegd.

## Rechtsvraag
Is het niet tijdig implementeren van een richtlijn een voldoende gekwalificeerde schending van gemeenschapsrecht? (Ja.)

## Uitspraak Hof
Duitsland had de richtlijn in het geheel niet geïmplementeerd. Dat is een voldoende gekwalificeerde schending van gemeenschapsrecht, zodat de lidstaat aansprakelijk is voor de schade van gedupeerde particulieren.

## Betekenis
Dit arrest is een vervolg op de arresten Francovich (1991) en Brasserie du Pêcheur (1996). In Francovich is het beginsel neergelegd dat een lidstaat aansprakelijk is voor schade die particulieren lijden door schendingen van gemeenschapsrecht. Het arrest Brasserie du Pêcheur geeft drie voorwaarden voor deze staatsaansprakelijkheid.
Het arrest Francovich geeft drie voorwaarden voor staatsaansprakelijkheid bij het niet tijdig implementeren van een richtlijn in nationale wetgeving. In het arrest Dillenkofer volgt een vierde voorwaarde, ontleend aan Brasserie du Pêcheur: (het vereiste van) een voldoende gekwalificeerde schending van gemeenschapsrecht.
Het arrest Dillenkofer verbindt de arresten Francovich en Brasserie du Pêcheur. Het gaat om dezelfde staatsaansprakelijkheid waarvoor in principe dezelfde voorwaarden gelden.